# Kattenbroek

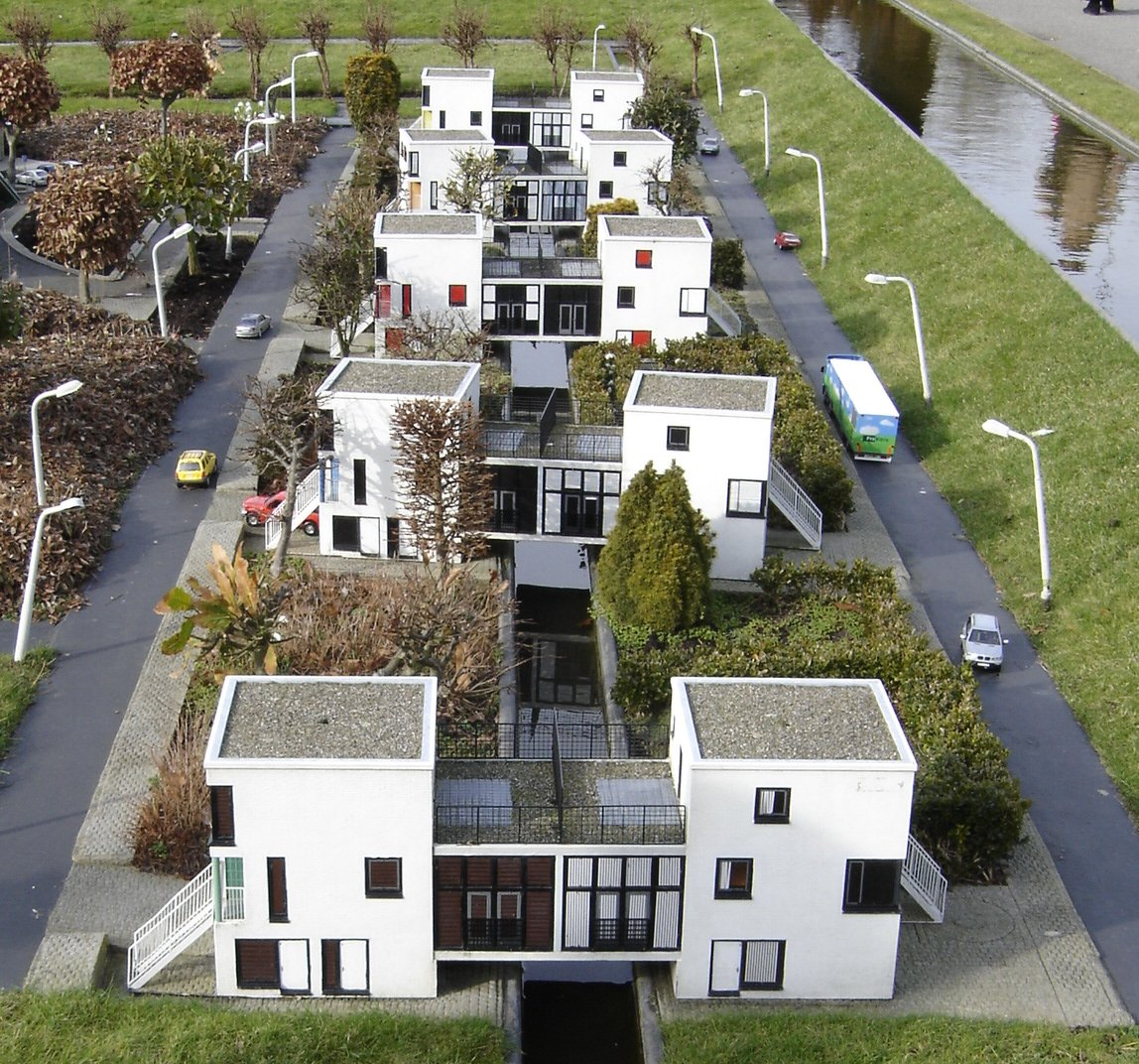
Modell der Brückenwohnungen in Madurodam

Kattenbroek ist ein Stadtviertel von Amersfoort in der niederländischen Provinz Utrecht. In den frühen 1990er Jahren umfasste die bebaute Fläche rund 4600 Wohnungen. Das Viertel wurde am Rande der ehemaligen Gemeinde Hoogland gebaut und Boerderij Kattenbroek benannt.

## Entwurf
Ausgangspunkt des Entwurfs war es, ein außergewöhnliches Wohngebiet zu bauen. 2001 inspirierten die Architekturen von Kattenbroek wiederum den Bau der Gaoqiao New Town, einer der neun Planstädte vom Projekt One City, Nine Towns in Shanghai.

## Einteilung des Viertels
In Kattenbroek stehen Brückenhäuser nach Vorbild des Architekten Leo Heijdenrijk und ein Projekt angelehnt an De Kasbah – „Geschlossene Stadt“ des Architekten Piet Blom.

## Kattenbroek als Drehort
Im Ortsteil Kattenbroek wurde in den Jahren 1993 bis 1994 der erste Teil der Fernsehserie Madelief gedreht.

## Galerie

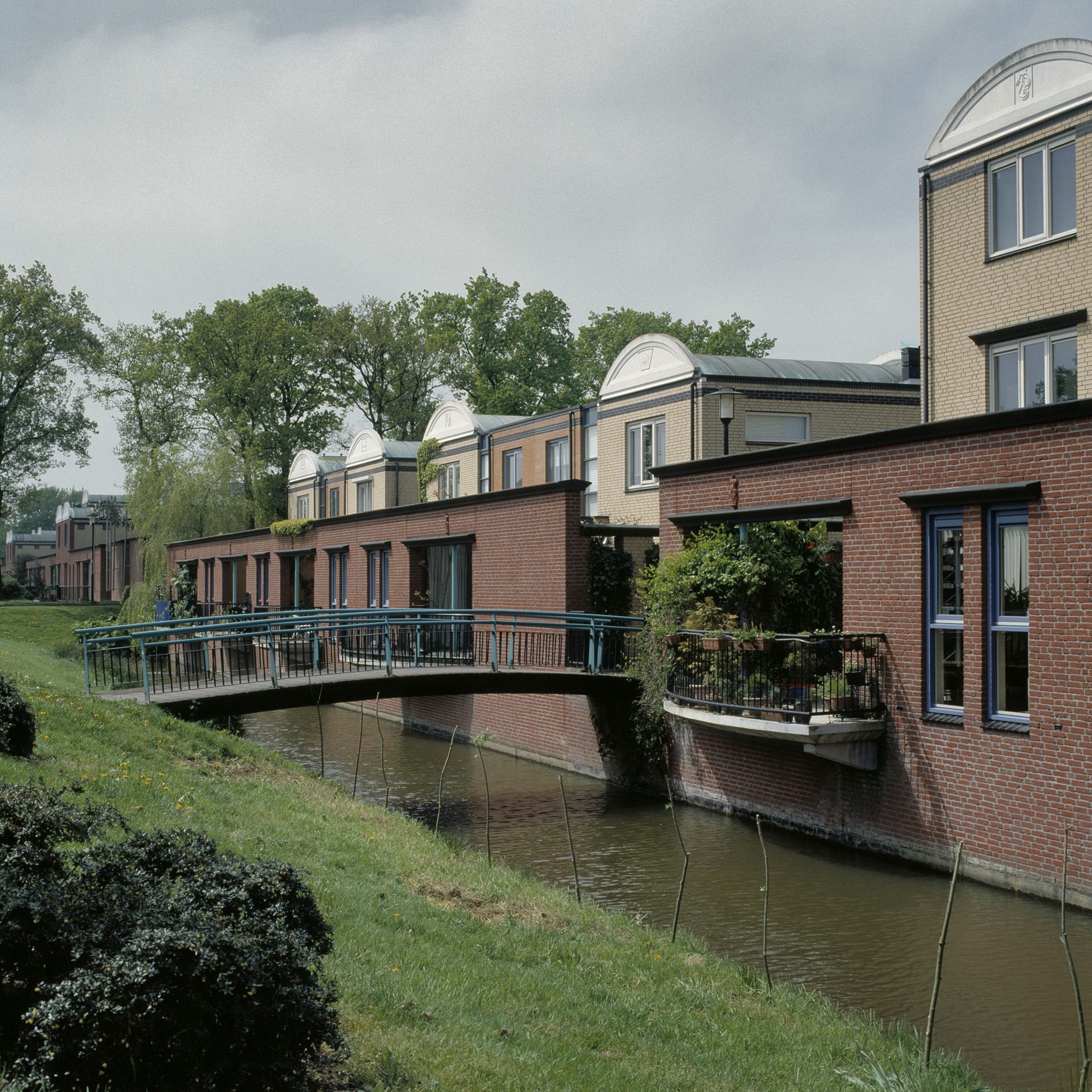
De Nieuwe Muurhuizen (Die neuen Mauerhäuser)
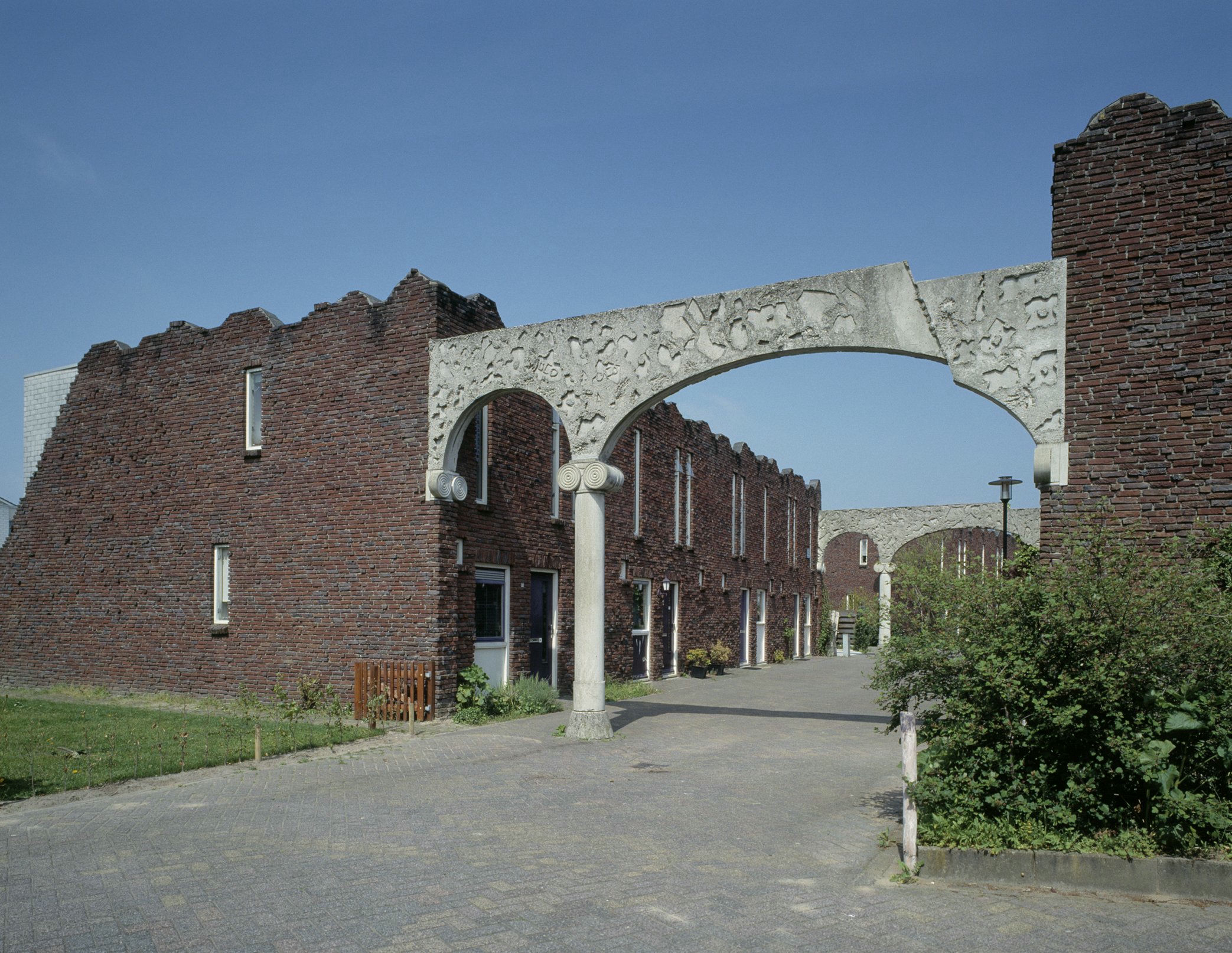
De Ruïnewoningen (Die „Ruinenwohnungen“)
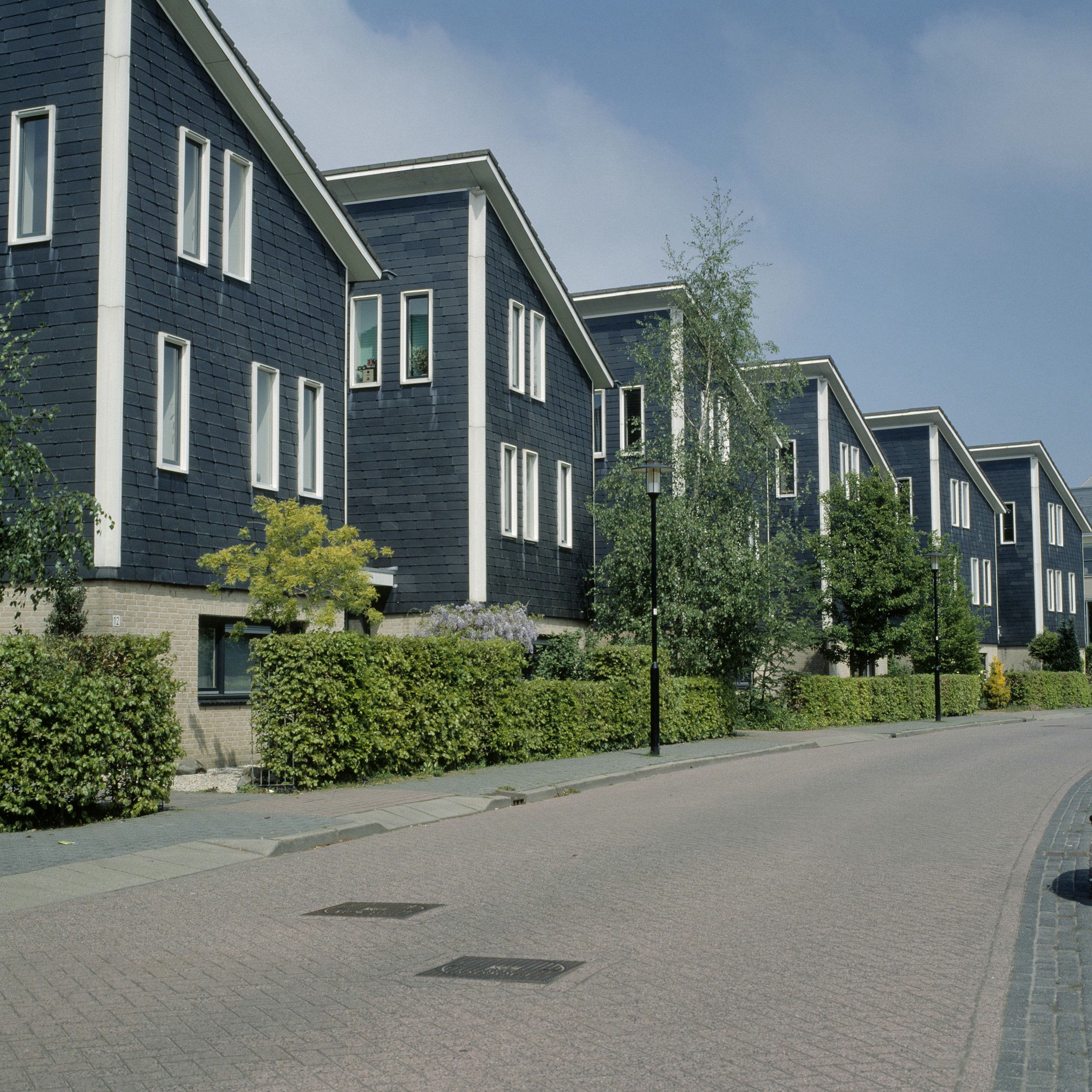
Woningen in het Villabos  (Holzvillen)
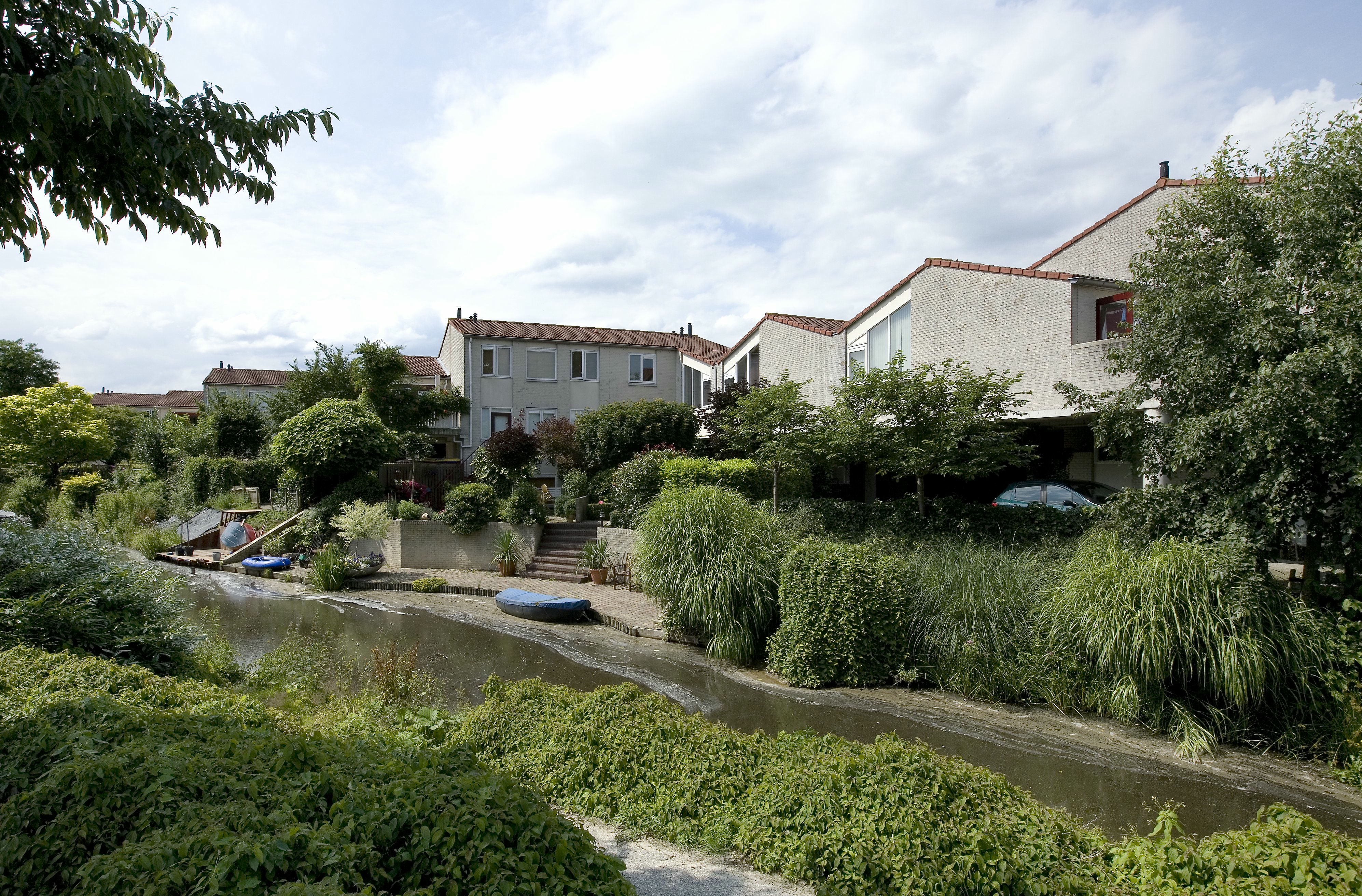
De Gesloten Stad (Die geschlossene Stadt)
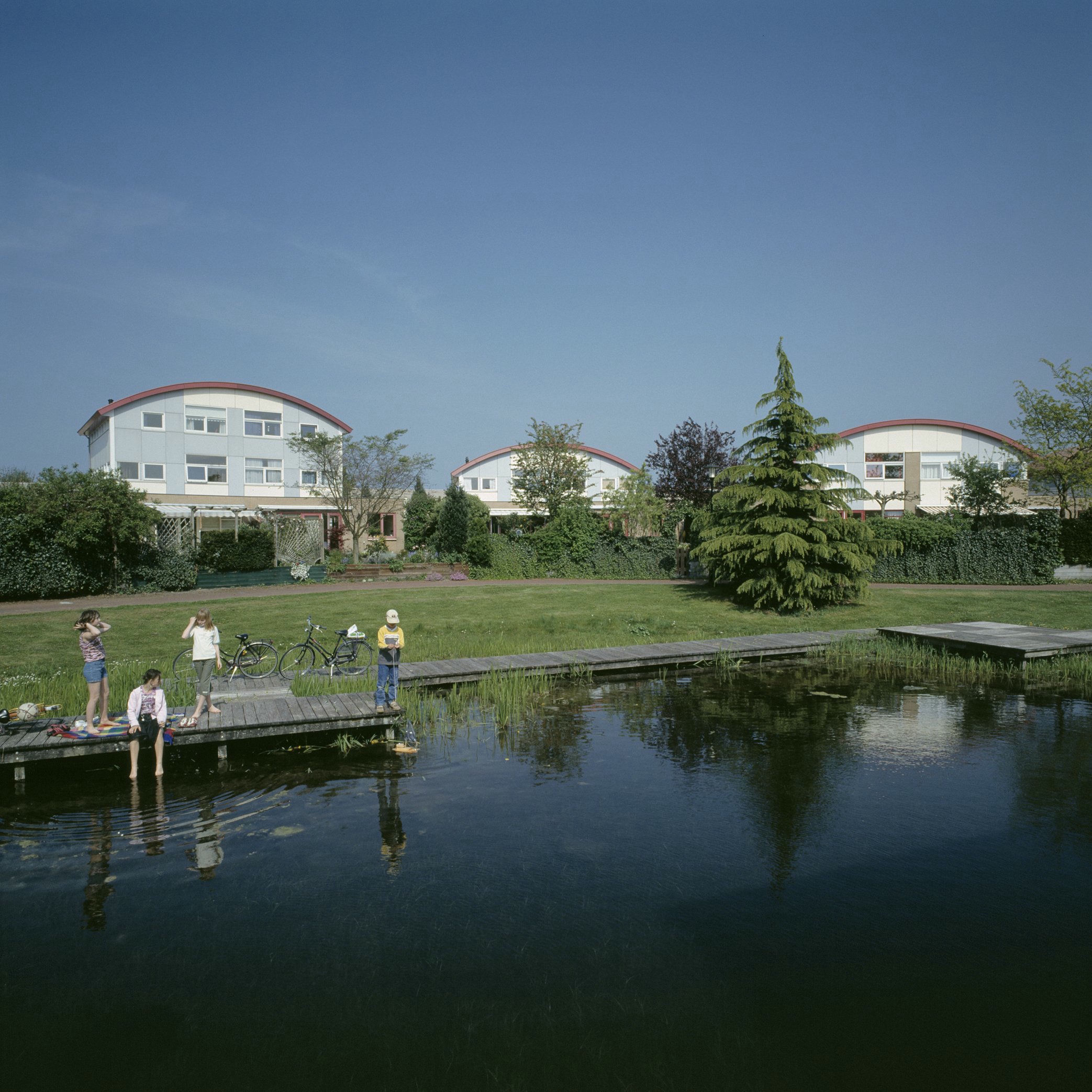
Hof der Liefde (Hof der Liebe)